# Лутц, Адольфо
Адольфо Лутц (6 октября 1855 — 18 декабря 1940) — бразильский врач, пионер тропической медицины и медицинской зоологии в Бразилии, один из зачинателей бразильской эпидемиологии, исследователь инфекционных заболеваний.
Национальный герой Бразилии.

## Биография
Изучал медицину в Швейцарии, в 1879 году окончил университет Берна. После этого продолжил изучать методы экспериментальной медицины в Лондоне под руководством Джозефа Листера, Лейпциге, Вене, Праге и Париже , Франция (где он учился у Луи Пастера.
После возвращения в Бразилию в 1881 году А. Лутц в течение 6 лет работал врачом в небольшом городе Лимейра, штат Сан-Паулу. Для продолжения стажирования, вновь вернулся в Европу, в Гамбург, где работал с врачом Полом Герсоном Унной (1850—1929), специализирующимся на инфекционных заболеваниях и тропической медицине.
Вскоре, получив известность в медицинских кругах, был приглашён на должность директора больницы на Гонолулу (Гавайи), где занимался исследованиями проказы. Позже некоторое время работал в Калифорнии (США).
В 1892 году вернулся на родину, и был приглашён правительством штата Сан-Паулу возглавить Бактериологический институт (позднее переименованный в его честь в Институт Адольфо Лутца (Instituto Adolfo Lutz), который до сих пор работает в городе Сан-Паулу).
Лутц был первым в Латинской Америке учёным, который глубоко изучил и подтвердил механизмы передачи жёлтой лихорадки от укуса комара жёлтолихорадочного. Выявил тропическую болезнь паракокцидиоидомикоз, позже названную в его честь «болезнь Лутца-Сплендора-де-Альмейды».
Активно участвовал в борьбе с эпидемиями холеры, бубонной чумы, оспы, брюшного тифа, малярии, с анкилостомозом, шистосомозом и лейшманиозом, которые тогда были широко распространены как тропические болезни в Бразилии, из-за плохих условий и бедности, отсутствии гигиены и незнания механизмов их передачи. С этой целью Лутц много путешествовал по Бразилии, часто посещая внутренние районы страны вдоль реки Сан-Франсиску.
Среди многочисленных достижений Адольфо Лутца — приоритет в области медицинской энтомологии и изучении терапевтических свойств растений Бразилии (занимался ботаникой, народной фармакологией и фитотерапией). Как зоолог он описал несколько новых видов земноводных и насекомых. 
В честь А. Лутца названы два вида бразильских амфибий и рептилий: лягушка Paratelmatobius lutzii (Lutz & Carvalho, 1958) и ядовитая змея — Bothrops lutzi (Miranda-Ribeiro, 1915); комар Anopheles lutzii (Cruz, 1901), тропический грибок Paracoccidioides lutzii (Texeira et al., 2013)).
С 1926 года — действительным член Германской академии естествоиспытателей Леопольдина. Один из основателей Института Бутантана в 1901 г.
После ухода на пенсию в 1908 году А. Лутц переехал в Рио-де-Жанейро, где проработал ещё 32 года до своей смерти в Институте Освальдо Круса, созданном другим великим бразильским врачом и эпидемиологом Освальду Крусом.